# Efringen-Kirchen
Efringen-Kirchen ist eine Gemeinde im Landkreis Lörrach und die westlichste Gemeinde Baden-Württembergs. Die Gemeinde entstand 1942 durch Zusammenschluss der beiden alten Dörfer Efringen und Kirchen.
Die damalige Gemeinde Efringen-Kirchen entspricht dem heutigen Ortsteil Efringen-Kirchen. Mit der Gemeindereform von 1974 wurden acht bis dahin selbständige Gemeinden als neue Ortsteile eingemeindet. Somit besteht die Gemeinde Efringen-Kirchen heute aus neun Ortsteilen.

## Geographie

### Geographische Lage
Efringen-Kirchen liegt in der Oberrheinebene in 240 bis 396 Meter Höhe und grenzt direkt an den Rhein, der hier die Grenze zu Frankreich bildet. Es ist Teil des Markgräfler Landes.

### Nachbargemeinden

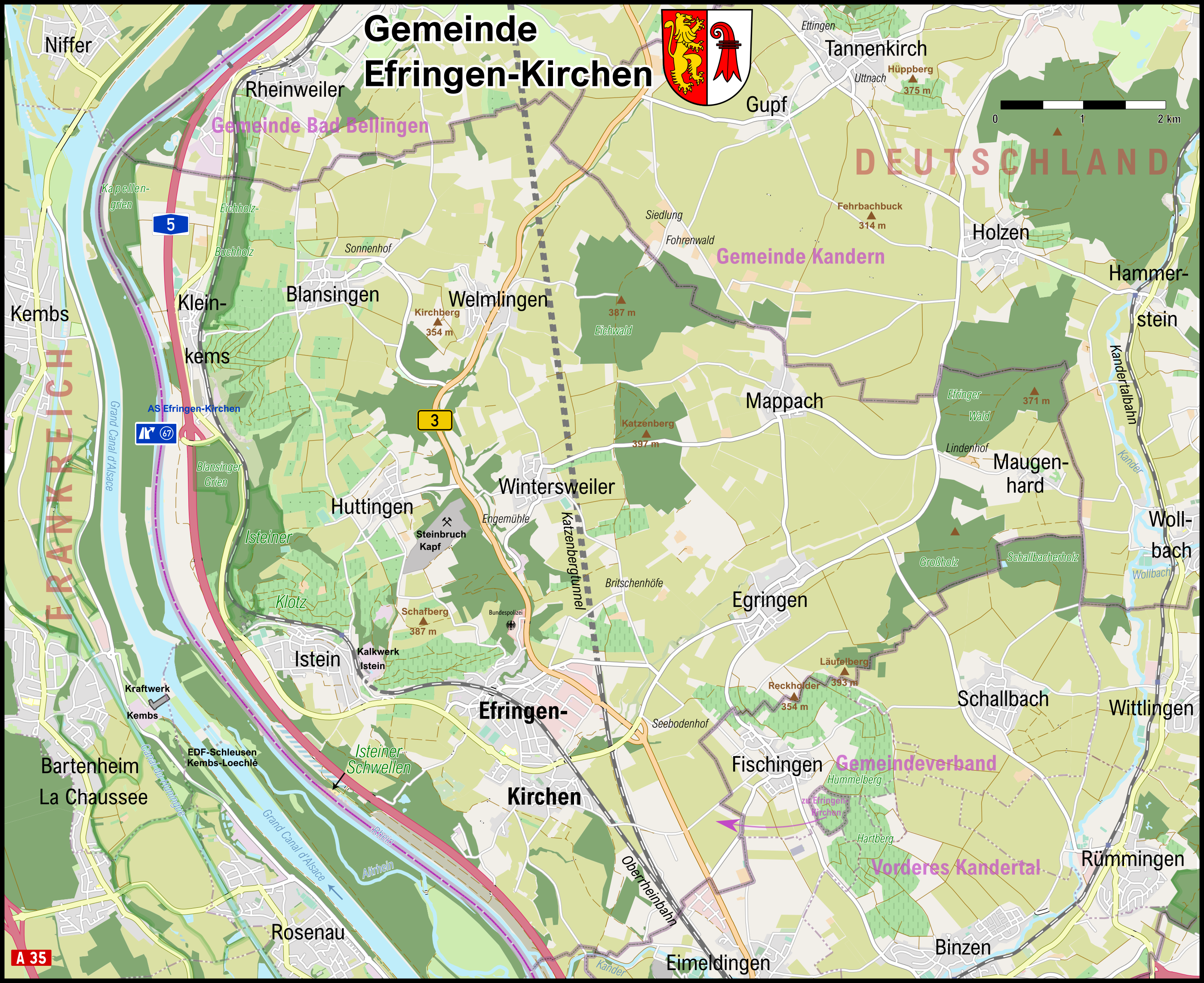
Karte des Gemeindegebietes von Efringen-Kirchen

Die Gemeinde grenzt im Norden an Bad Bellingen und die Stadt Kandern, im Osten an Schallbach und Fischingen, im Süden an Eimeldingen und die Stadt Weil am Rhein sowie im Westen an die französischen Gemeinden Rosenau und Kembs. Mit einer Exklave grenzt es zudem an die Gemeinde Binzen.

### Ortsteile
Die Gemeinde Efringen-Kirchen besteht heute aus neun Ortsteilen:
- Blansingen[4] (mit dem Wohnplatz Sonnenhof)[5]
- Efringen-Kirchen (mit den Wohnplätzen Britschenhöfe[6], Engemühle[7] und Seebodenhof[8]): im Nordwesten des Ortsteils, um die Lutherkirche, liegt der historische Siedlungskern von Efringen, während derjenige von Kirchen im Süden, um die Christuskirche, liegt
- Egringen[9]
- Huttingen[10]
- Istein
- Kleinkems[11] (mit den Wüstungen Vollenburg[12], Felsenmühle[13] und Neuenburg[14])
- Mappach[15] (mit dem Wohnplatz Maugenhard[16] und der Wüstung Linda[17])
- Welmlingen[18]
- Wintersweiler[19] (mit der Wüstung Bübingen)[20]

## Geologie
Die große Gemarkung von Efringen-Kirchen (mit Blansingen, Egringen, Huttingen, Istein, Kleinkems, Mappach, Maugenhard, Welmlingen, Wintersweiler) erstreckt sich über drei unterschiedliche Landschaftsräume. Sie hat Anteil an:
- der Schotterebene des Rheins
- der Jurascholle des Isteiner Klotzes
- dem lössbedeckten Tertiärhügelland (südliches Markgräfler Hügelland)

Alle diese Einheiten befinden sich in der Rheingrabenzone; Isteiner Klotz und Tertiärhügelland gehören zu den Schwarzwaldvorbergen.
Große Teile der Gemarkungen von Efringen, Kirchen, Istein und Kleinkems liegen auf den Schottern, die der Rhein in der letzten Kaltzeit hierher verfrachtete. Da er diese später teilweise wieder ausgeräumt und umgelagert hat, weist die Schotterebene verschiedene Niveaus auf, die durch mehr oder weniger markante Raine - ehemalige Flussufer -voneinander abgegrenzt werden. Das höchste – von der nacheiszeitlichen Erosion verschonte – Niveau ist das der würmkaltzeitlichen Aufschüttung, die Niederterrasse. Ihre Terrassenkante, das Hochgestade, setzt am Fuß des Schafbergs westlich des Engebachs ein, wird durch dessen Tälchen unterbrochen und folgt dem Hölzeleweg, bis es wieder durch das Feuerbachtal durchschnitten wird. Längs der Baslerstraße ist es als eine bis über 15 m hohe Geländestufe erkennbar und zieht als bewaldeter Rain bis zur Gemarkungsgrenze an der Kander weiter. Nordwestlich und südöstlich des Kirchener Ortskerns lassen sich innerhalb der Niederterrasse zwei Höhenstufen unterscheiden. Der höheren Ebene ist etwas unterhalb der Friedrich-Rottra-Straße ein kleines tieferes Feld vorgelagert. Ein entsprechendes Feld östlich des Feuerbachtales wird durch den Kapfrain abgegrenzt. Diese Erosionsfelder sind bereits im Eiszeitalter entstanden. Erst nacheiszeitlich geschaffen wurden dagegen die der Niederterrasse vorgelagerten Schotterflächen, die Aue mit dem Strombett und ein etwas höheres Feld (von den Holzmatten bis zum Gewann Mahd, das sog. Märkter Feld). Ein massiver Eingriff in die Auenlandschaft bedeutete die Tullasche Rheinkorrektion.
Der Isteiner Klotz ist eine durch mehrere, vorwiegend SW-NO-streichende Verwerfungen zerlegte, leicht kuppelförmig herausgewölbte Jurakalkscholle der Schwarzwaldvorbergzone. Geologisch gesehen gehört zu ihm das ganze Gebiet, in dem Oberjurakalke (Oxfordium) über Tage anstehen, also auch noch der Osthang des Engebachtales. Der in einem Flachmeer entstandene Jurakalk (Oxfordkalk/Malm) besteht unten aus massigem Korallenkalk (der nach oben hin Jaspisknollen enthält), oben aus gebanktem Nerineenkalk. Diese in den Steinbrüchen abgebauten Kalke werden von Schichten der frühen tertiären Grabenfüllung (Eozän und Oligozän) und einer Lössdecke überlagert. Für die Stützmauern im Rebberg über Efringen wurden sowohl die hellen Oxfordkalke als auch die tertiären, zum Teil konglomeratischen Kalksandsteine verwendet. Letztere sind nach Otto Wittmann als durchgehendes, durch Verwerfungen mehrfach höhenversetztes Felsband sowohl im Isteiner als auch im Efringer Rebberg auszumachen. Aufgelassener Steinbruch auf die geröllführenden Kalksandsteine in der Kachel !
Eine in der Landschaft erkennbare tektonische Struktur im Isteiner Klotz ist der Isteiner Graben (die breite Hangmulde über Istein und das Gelände um das Huttinger Tälchen). In ihm lagern die Schichten etwa 50 m tiefer als am Grünberg oder am Kapf.  Auf einem Sporn, einem kleinen zwischengeschalteten Horst im Graben, liegt die Isteiner Kirche.
Umgeben ist der Isteiner Klotz im Norden, Osten und Südosten vom Markgräfler Tertiärhügelland. Unter der Lössdecke, die kaum Einblicke in den tieferen Untergrund gestattet, liegt ein Mosaik unterschiedlich geneigter, in verschiedener Höhenlage befindlicher Tertiärschollen. Besonders tief liegen diese im knapp vier km breiten Bamlacher Graben, der, NW-SO streichend, im Norden durch eine Verwerfung Hertingen – Holzen – Hammerstein und im Süden durch Störungen, die bei Rheinweiler einsetzen und sich über den Katzenberg bis zur Hochscholle des Läufelbergs (Läufelberghorst) fortsetzen, begrenzt wird. Oligozänschichten, die auf dem Isteiner Klotz in über 300 m NN lagern, wurden bei einer Bohrung im Bamlacher Graben (bei Maugenhard) in über 300 m Tiefe angetroffen. Die Tertiärschollen bestehen aus Sedimenten, die im Rheingraben unter teils marinen, teils festländischen Bedingungen abgesetzt wurden. Im heutigen Rheinbett zeigt sich bei den Isteiner Schwellen der an einer N-S-Verwerfung in die Rheingrabentiefe versenkte Oxfordkalk des Klotzes. Bei den Kirchener Schwellen hat der seit der Begradigung sich eintiefende Rhein Tertiär freigelegt.
Hochgelegene Schotter auf dem Wintersweiler Katzenberg und im Eichwald sind die Hinterlassenschaft eines Flusses des älteren Eiszeitalters. Der im Markgräfler Hügelland allgegenwärtige Löss ist ein Sediment aus Feinstmaterial, das in den Kaltzeiten aus den Schotterflächen des Rheins ausgeblasen und im Umland deponiert wurde. Bei Huttingen ergab eine Bohrung eine Mächtigkeit von 26 m! Der Lössüberdeckung sind die weich ausgeglichenen Reliefformen des Tertiärhügellandes zu verdanken. Der von Hertingen her kommende Engebach fließt deshalb zunächst, wie auch der Feuerbach, in einem weiten Muldental. Erst beim Eintritt in den Bereich des Isteiner Klotzes unterhalb Welmlingen verengt sich das Engebachtal in den widerständigen Oxfordkalken. Das ausgeglichene Relief des Markgräfler Tertiärhügellandes ist nicht allein der Lössüberdeckung zuzuschreiben. Auf den vorwiegend weichen Tertiärschichten kam es in den Kaltzeiten zu starkem Bodenfließen (Solifluktion), was bereits zu ausgeglichenen Hangformen führte.

## Geschichte

### Bis zum 18. Jahrhundert
Bodenfunde in Efringen-Kirchen bezeugen, dass das Gebiet schon in der Steinzeit und während der römischen und alemannischen Zeit besiedelt war. Am Isteiner Klotz wurde in der Jungsteinzeit, zwischen 4200 und 4100 v. Chr., Feuerstein abgebaut. Bei Bauarbeiten an der Rheintalbahn wurde ein römischer Brunnen aus dem 2. oder 3. Jahrhundert entdeckt. Urkundlich erstmals erwähnt wurde der Ort Kirchen 815, der Ort Efringen 1113. Kirchen kam 1007 durch König Heinrich II. an das Kloster St. Georgen im Schwarzwald.
Die Dörfer Efringen und Kirchen sowie Eimeldingen wurden 1431 für 1650 Gulden vom Ritter Reich von Reichenstein an Wilhelm Markgraf von Hachberg-Sausenberg verkauft. Die badischen Markgrafen erhielten aber bald die Landeshoheit. Efringen unterstand lange dem Kloster St. Blasien.

### 19. und 20. Jahrhundert
Trotz Einführung der Reformation durch die markgräfliche Landeshoheit hielt dieses bis zum Reichsdeputationshauptschluss von 1803 an seinen Rechten fest.
Am 8. November 1848 wurde der Abschnitt Schliengen–Efringen der Rheintalbahn eröffnet. Am 22. Januar 1851 erfolgte die Verlängerung bis Haltingen. Bis zum Versailler Vertrag 1919 hatten beide Gemeinden auch linksrheinische Besitzungen.
Efringen und Kirchen wurden per 1. April 1942 zur Gemeinde Efringen-Kirchen zusammengeschlossen. Durch die Gebietsreform in Baden-Württemberg wurden am 1. Oktober 1974 die zuvor selbständigen Gemeinden und heutigen Ortsteile Efringen-Kirchen, Blansingen, Egringen, Huttingen, Istein, Kleinkems, Mappach (mit Maugenhard), Welmlingen und Wintersweiler zur neuen Gemeinde Efringen-Kirchen vereinigt.

### Geschichte der eingemeindeten Ortsteile
Die erste urkundliche Erwähnung Blansingens stammt von 1094. Damals gingen Teile des Dorfes in den Besitz des Klosters St. Georgen im Schwarzwald über. 1464 ging der Ort an die Markgrafen von Hachberg-Sausenberg über. Die romanische Peterskirche in Blansingen geht auf das Jahr 1173 zurück, wo sie erstmals erwähnt wird. Bemerkenswert sind die Bilderwände aus dem 15. Jahrhundert.
Bereits 758 wurde Egringen erstmals unter dem Namen Aguringas urkundlich erwähnt. Ein Großteil des Ortes kam schon vor der ersten Jahrtausendwende an das Kloster St. Gallen. Im 14. Jahrhundert kam der Ort an die Markgrafen, die die Freiherren von Grünenberg belehnten. Die wichtigsten Sehenswürdigkeiten sind die Zehntenscheuer, die Kirche (Ersterwähnung um 775, Standort war unbekannt), das Stapflehuus, die alte Mühle und das Rathaus.
Als letzter Teilort wurde Huttingen erst 1274 erstmals urkundlich erwähnt. Er gehörte damals den Markgrafen von Hachberg. Diese traten die Oberherrschaft 1365 an das Fürstbistum Basel ab. Erst durch die Säkularisation aufgrund des Reichsdeputationshauptschlusses kam der Ort 1803 an das Großherzogtum Baden.
1139 wurde Istein erstmals urkundlich erwähnt, als Papst Innozenz II. dem Fürstbistum Basel den Ort als Eigentum bestätigte. Wie Huttingen gehörte er bis 1803 zur fürstbischöflichen Landvogtei Schliengen, bevor er 1803 an Baden kam.
Zu Istein gehört der Hausberg Isteiner Klotz, zu dessen Überwindung die Bahn früher drei Tunnel (Klotzentunnel, Kirchbergtunnel und Hardbergtunnel) und in jüngster Zeit den Katzenbergtunnel bauen musste. Der 1845 fertiggestellte Klotzentunnel war einer der ersten Eisenbahntunnel. Auf dem Isteiner Klotz wurden für beide Weltkriege große Befestigungsanlagen gebaut, da man von dort oben bis weit ins Elsass beobachten und schießen konnte. In der Jungsteinzeit wurde am Isteiner Klotz Feuerstein abgebaut.
Die älteste erhaltene Urkunde (1086) erwähnt Kleinkems unter dem Namen Kambiz als Schenkung an das Kloster Sankt Georgen im Schwarzwald. Ab 1103 gehörte es den Herren von Rötteln. Im Jahr 1939 wurde am Isteiner Klotz eine Höhle entdeckt, die als Bergwerk aus der Jungsteinzeit zum Abbau von Feuerstein und Jaspis anzusehen ist.
siehe auch Vollenburg
Mappach wurde erstmals 874 urkundlich erwähnt. Es gehörte lange dem Fürstbistum Basel, kam aber 1803 an Baden.
Die Fresken im Chorraum der evangelischen Kirche wurden in den 1930er Jahren wiederentdeckt und stammen etwa aus der Zeit um 1500.
Wie Efringen wurde auch Welmlingen 1113 erstmals urkundlich erwähnt, als die Herren von Waldeck ihre Rechte an dem Ort an das Kloster St. Blasien abtraten. Die landesherrlichen Rechte lagen seit dem 14. Jahrhundert bei der Herrschaft Rötteln.
909 wurde Wintersweiler erstmals im St. Galler Urkundenbuch als Witireswilare erwähnt. Es gehörte später ebenfalls zur Herrschaft Rötteln. Aber bereits 1386 erwarb Rudolf III. von Hachberg-Sausenberg den Ort. Im Dreißigjährigen Krieg hatte der Ort unter Missernten und Plünderungen durchziehender Truppen und zusätzlich unter der Pest im Jahr 1639 zu leiden. Die Bewohner fanden teilweise Schutz in Basel. In den Jahren 1650 und 1750 belegen die Kirchenbücher Zuwanderungen aus der Schweiz. Die heutige Kirche des Ortes stammt aus dem Jahr 1765.

## Religion
Gemäß Zensus 2011 waren 50,3 % der Bewohner von Efringen-Kirchen evangelisch, 23,4 % katholisch und 26,3 % gehörten einer anderen oder keiner Religionsgemeinschaft an.
Zu den Kirchengebäuden im Gemeindegebiet gibt es in den meisten Fällen eigene Artikel.

### Die römisch-katholische Gemeinde
Die heutigen Ortsteile Huttingen und Istein, die bis 1803 weltlich zur Landvogtei Schliengen des Fürstbistum Basel gehörten, blieben römisch-katholisch und diese Konfession ist bis heute dort vorherrschend.
Bis zur Neuorganisation der katholischen Kirchengemeinden im Erzbistum Freiburg am 1. Januar 2026 werden die Katholiken durch die Römisch-Katholische Kirchengemeinde Kandern-Istein betreut und wird dann in die Römisch-Katholische Kirchengemeinde Wiesental-Dreiländereck eingegliedert.

### Die evangelische Gemeinde
Die übrigen Ortsteile der heutigen Gemeinde wurden 1556 durch die Reformation im Markgräflerland evangelisch und werden auch heute noch durch diese Konfession geprägt. Heute sind für das Gebiet der politischen Gemeinde Efringen-Kirchen drei evangelische Kirchengemeinden der Evangelische Landeskirche in Baden  zuständig:
- Bad Bellingen, Blansingen, Kleinkems und Welmlingen
- Efringen-Kirchen, Huttingen und Istein
- Egringen, Mappach und Wintersweiler

Zudem gibt es die evangelische Chrischonagemeinde Efringen-Kirchen.

### Die jüdische Gemeinde
Die frühere Gemeinde Kirchen war durch einen Erlass des Markgrafen seit 1720 „Judenschutzplatz“. Die jüdische Gemeinde, die seit 1865 einen eigenen jüdischen Friedhof im Gewann Kehlacker hatte, stellte zeitweise ca. 20 % der Einwohner des Ortes. Die 1831 erbaute Synagoge der Gemeinde Kirchen wurde beim Novemberpogrom 1938 zerstört. Von den 60 jüdischen Einwohnern die 1933 in Kirchen lebten, wurden 21 unter dem nationalsozialistischen Regime getötet. Im November 2023 wurden die ersten Stolpersteine für jüdische Opfer des NS-Regimes in Kirchen verlegt (Liste der Stolpersteine in Efringen-Kirchen).
Nach 1945 und noch im 21. Jahrhundert kam es zu Schändungen des jüdischen Friedhofs (1965, 1973, 1977 und 2003).
Heute wird das Gebiet zwischen Badenweiler und Waldshut durch die Israelitische Kultusgemeinde Lörrach betreut.

## Politik

### Gemeinderat
Efringen-Kirchen hat seit der Gemeindereform 1974 die unechte Teilortswahl und will diese auch beibehalten.
Die Kommunalwahl vom 9. Juni 2024 führte bei einer Wahlbeteiligung von 64,7 % zu folgendem Ergebnis:
| Partei / Liste        | Stimmenanteil | Sitze |
| --------------------- | ------------- | ----- |
| CDU / Unabhängige     | 34,1 %        | 7     |
| FDP / Freie Bürger    | 24,5 %        | 5     |
| Bündnis 90/Die Grünen | 15,1 %        | 3     |
| SPD                   | 15,0 %        | 3     |
| Freie Wähler          | 11,3 %        | 2     |

### Bürgermeister
Bürgermeisterin ist seit dem 2. Februar 2023 Carolin Holzmüller (FDP). Sie wurde bei der Bürgermeisterwahl am 6. November 2022 mit 71,3 Prozent der Stimmen gewählt. Amtsinhaber Philipp Schmid, der von 2015 bis 2023 amtierte, erhielt 27,1 Prozent der Stimmen.

### Ortschaftsräte
In den Ortsteilen (mit Ausnahme des Kernortes Efringen-Kirchen) bestehen Ortschaftsräte mit jeweils 6 Ortschaftsräten — im Ortsteil Istein gibt es 8 Ortschaftsräte. Den Vorsitz führt jeweils ein(e) Ortsvorsteher(in) und jeder dieser Ortsteile hat eine Ortsverwaltung.

### Wappen
Blasonierung: „In gespaltenem Schild vorn in Rot ein linksgewendeter, aufgerichteter goldener Löwe, hinten in Silber ein roter Bischofsstab (Baselstab).“
Während der Löwe die Herrschaft Rötteln symbolisiert, steht der Baselstab für das frühere Fürstbistum Basel. Damit nimmt das Wappen Bezug auf frühere Besitzverhältnisse.
Im Wappen der Edelfreien von Rötteln wird oben ein rechtsgewendeter, roter Löwe gezeigt, das Wappen des Fürstbistums Basel zeigt in Silber einen roten Bischofsstab. Der Röttler Löwe wurde in Form und Farbe modifiziert und die Figuren der beiden Schildhälften sind einander zugewandt um die neue Gemeinschaft zu betonen.
Das Wappen wurde vom Generallandesarchiv Karlsruhe entworfen und vom Landratsamt Lörrach am 12. August 1977 verliehen.

Wappen der Ortsteile
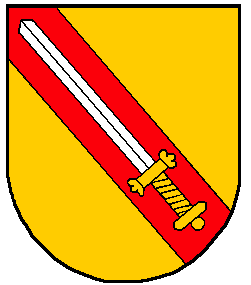
Blansingen
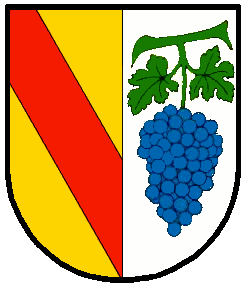
Egringen
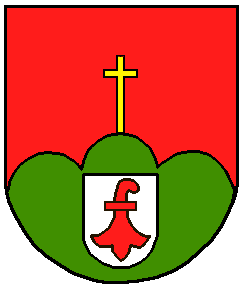
Huttingen
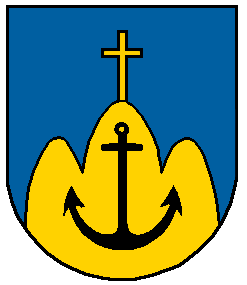
Istein
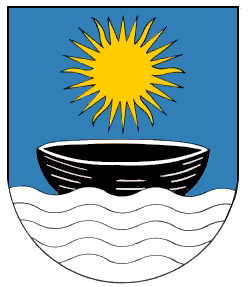
Kleinkems
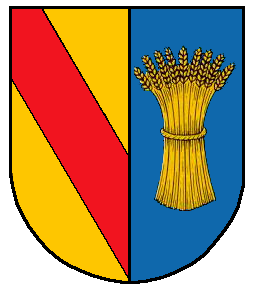
Mappach
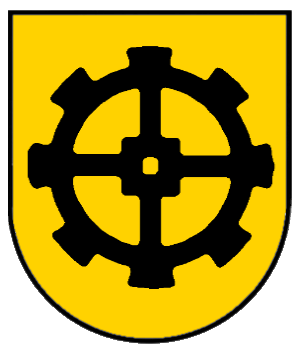
Welmlingen
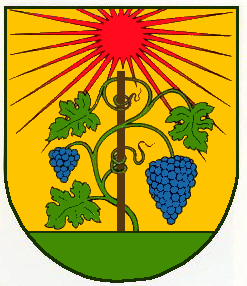
Wintersweiler

Die Erläuterung der Wappen der Ortsteile findet sich in den jeweiligen Ortsartikeln.

Wappen Efringen und Kirchen bis 1974
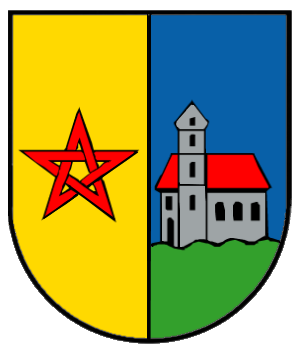
Efringen-Kirchen 1942–1974
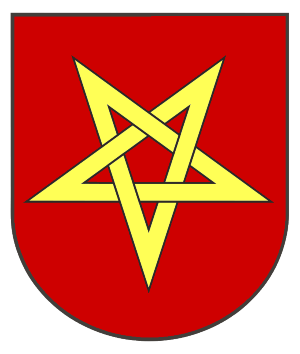
Efringen bis 1942
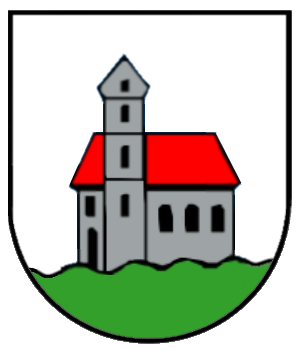
Kirchen bis 1942

Die Wappen der ehemals selbständigen Gemeinden Efringen und Kirchen werden heute nicht mehr verwendet. Das Efringer Wappen zeigte seit 1905 in Gold ein rotes Pentagramm (auch Drudenfuß genannt) und basiert auf einer Beschreibung des Dorfzeichens in der Leutrum'schen Handschrift von 1731. Das Wappen der Gemeinde Kirchen zeigte in Silber auf grünem Schildfuß eine Kirche in natürlicher Farbe.
Das Wappen der 1942 gebildeten Gemeinde Efringen-Kirchen war eine Kombination dieser beiden Wappen in anderer Farbgebung und wurde 1958 verliehen.

## Kultur und Sehenswürdigkeiten

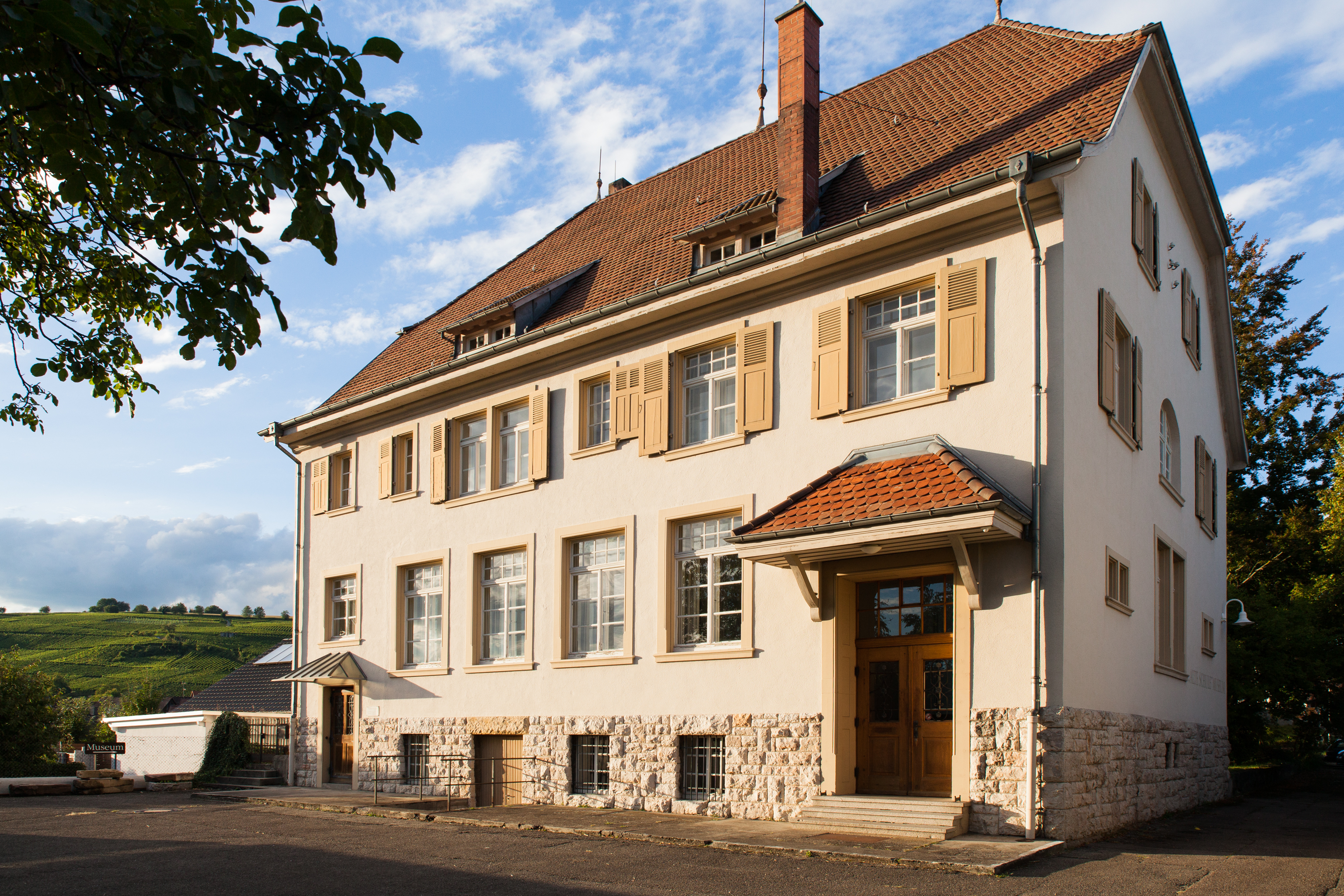
Alte Schule

### Museen
Seit 1993 gibt es in Efringen-Kirchen das Museum in der „Alten Schule“. Schwerpunkte der Dauerausstellung sind der Markgräfler Jaspis, mittel- und jungsteinzeitliche Funde (Höhlen am Isteiner Klotz, Jaspisbergwerk von Kleinkems), Landesvermessung des 18. Jahrhunderts, Dorfleben um 1900 und ausgewählte Werke bedeutender Künstler der Region.

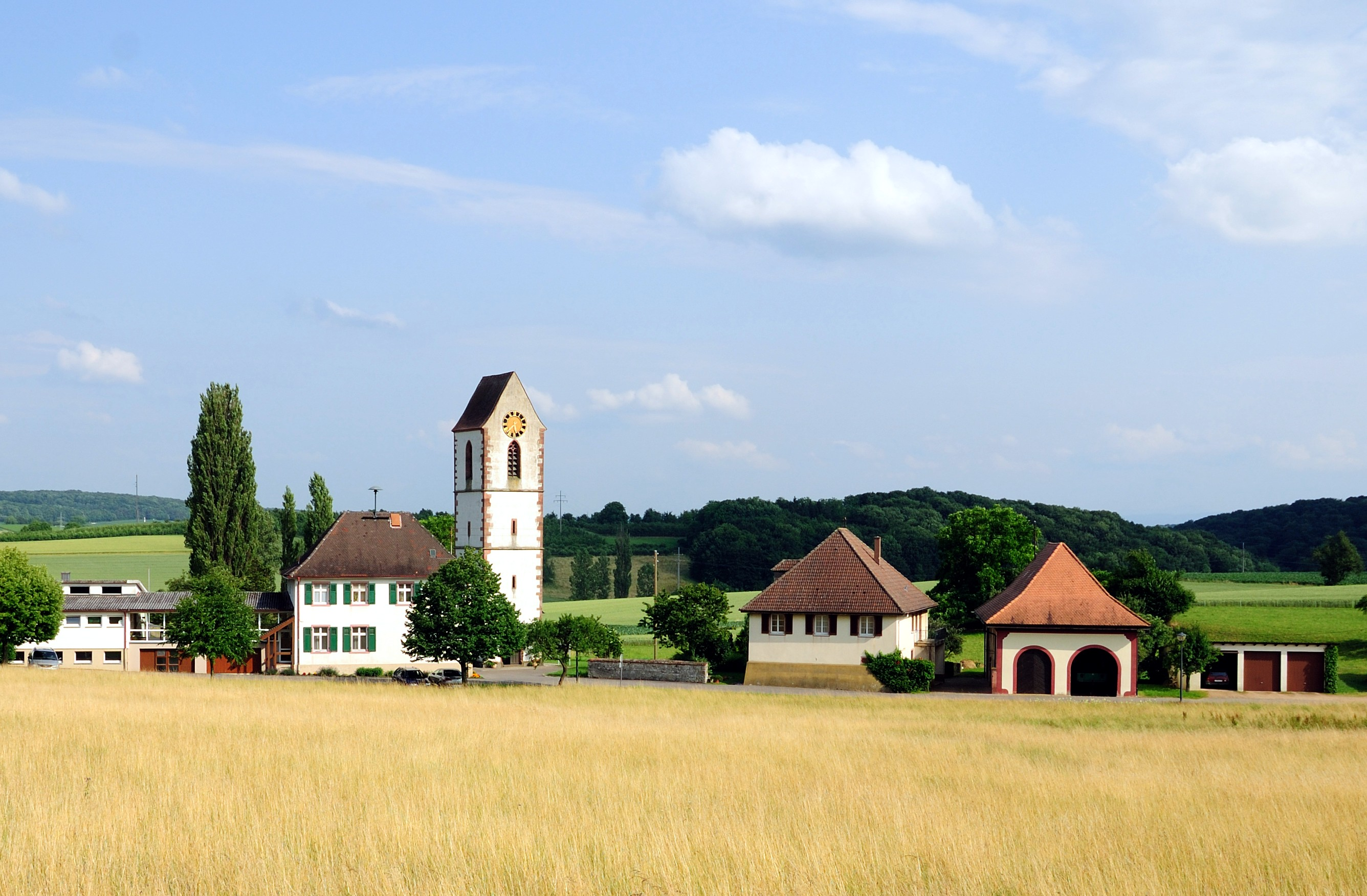
Peterskirche in Blansingen

### Gedenkstätten
Am Eingang zum Jüdischen Friedhof des Ortsteils Kirchen erinnert eine Gedenktafel an 21 namentlich aufgeführte Bürger des Ortes und Mitglieder der Jüdischen Gemeinde, die in der Zeit des Nationalsozialismus Opfer der Shoa wurden.

### Bauwerke

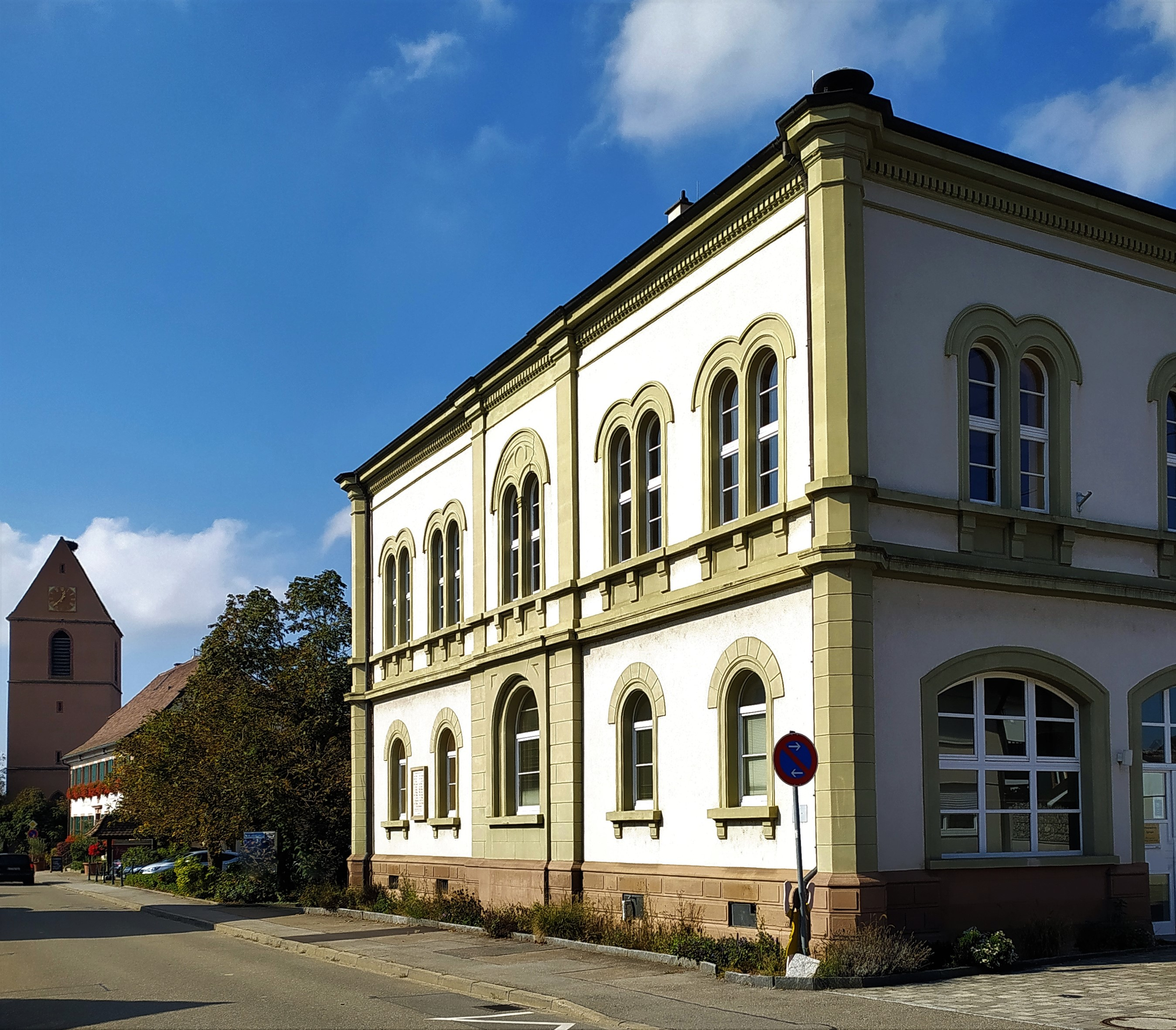
Rathaus Egringen

Die Peterskirche in Blansingen verfügt über Fresken aus der Zeit um 1440. Die St. Gallus-Kirche in Egringen stammt teilweise aus dem 13. Jahrhundert.

## Wirtschaft und Infrastruktur

### Verkehr

#### Bahnverkehr
Efringen-Kirchen liegt an der Rheintalbahn (Mannheim–Basel). Der Ausbau der Rheintalbahn erfolgt unter anderem durch die größte Einzelbaumaßnahme der Deutschen Bahn, den Katzenbergtunnel, dessen Südportal etwa einen Kilometer östlich Efringens liegt und der 2012 für den Verkehr freigegeben wurde. Die Tunnelbohrungen wurden im Herbst 2007 abgeschlossen.
Regionalzüge der DB Regio AG halten an den Bahnhöfen Kleinkems, Istein und Efringen-Kirchen.

#### Radverkehr
Durch eine Alltagsroute aus dem Radnetz Baden-Württemberg ist Efringen-Kirchen über Eimeldingen mit Weil am Rhein und über die Teilorte Istein und Kleinkems und über Bad Bellingen und Schliengen mit Müllheim im Markgräflerland verbunden.
Durch Efringen-Kirchen verlaufen die folgenden Landes-Radfernwege: 
- Der Badische Weinradweg[50] verbindet sieben der neun badischen Weinanbaugebiete. Er beginnt in Grenzach-Wyhlen und führt über Schweizer Gebiet, Alt-Weil (Weil am Rhein Ost), Binzen und Eimeldingen nach Efringen-Kirchen und weiter oberhalb des Rheintals an den Teilorten Huttingen und Blansingen vorbei nach Schliengen. Sein Ziel ist Laudenbach im Norden Baden-Württembergs.
- Der baden-württembergische Rheinradweg von Konstanz bis Mannheim ist Teil der rechtsrheinischen Variante des Rheinradwegs, der von der Quelle des Rheins am Oberalppass im Schweizer Kanton Graubünden bis zur Mündung bei Rotterdam führt. Er führt von Basel-Kleinhüningen nach Weil am Rhein (Stadtteil Friedlingen) und danach am Rhein entlang durch das Gemeindegebiet von Efringen-Kirchen und weiter bis zum Neuenburger Ortsteil Steinenstadt. Er ist als Eurovelo-Route 15 (Rheinradweg)[51] und als D-Route 8 (Rhein-Route)[52] ausgewiesen.
- Der Südschwarzwald-Radweg führt als Rundweg von Hinterzarten über Waldshut-Tiengen, Basel und Freiburg rund um den Naturpark Südschwarzwald. Er führt in Efringen-Kirchen ebenfalls am Rhein entlang.

#### Fernstraßen
Die Bundesautobahn 5 (Alsfeld – Weil am Rhein) und die Bundesstraße 3 (Buxtehude – Weil am Rhein), die das Gemeindegebiet durchqueren, binden Efringen-Kirchen an das überregionale Straßennetz an.

### Ansässige Unternehmen

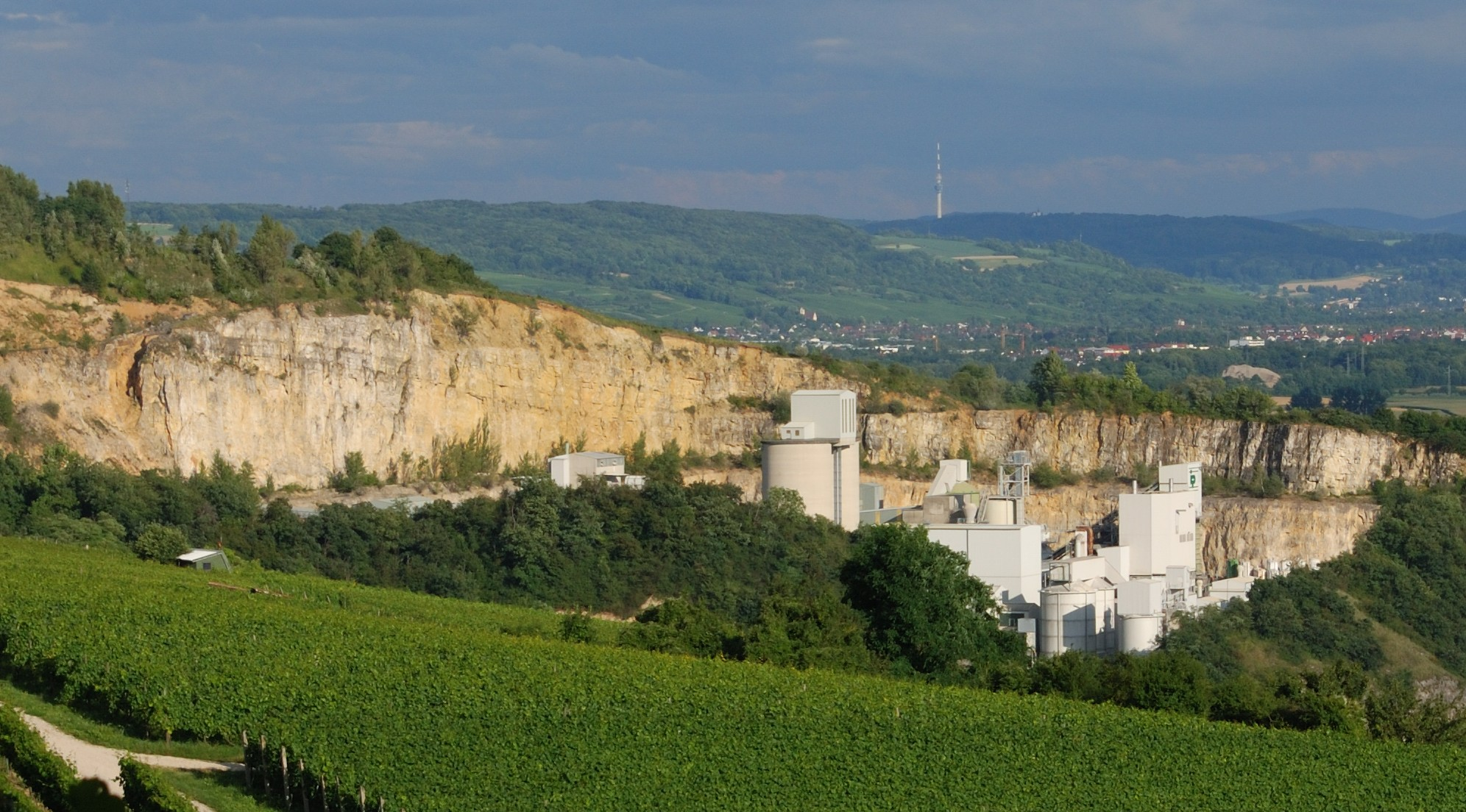
Kalkwerk Istein

Kalkwerk Istein wurde im Sommer 2015 von der HeidelbergCement AG an die belgische Lhoist-Gruppe verkauft, die in Deutschland mit der Rheinkalk GmbH vertreten ist. Der Steinbruch im Kapf auf dem Hardberg ist rund zwei Kilometer vom Kalkwerk entfernt. In ihm befindet sich ein sehr reiner Oxfordien-Kalkstein, der vor etwa 160 Millionen Jahren aus Korallen und Muscheln entstanden ist. Der Steinbruch wurde 1982 neu erschlossen und würde bei einem Abbau von 720.000 Tonnen jährlich bis ins Jahr 2040 reichen.

### Bildung und Forschung
Neben der Grund-, Werkreal- und Realschule Efringen-Kirchen hat Egringen eine reine Grundschule. Für die jüngsten Bewohner gibt es sechs kommunale und zwei evangelische (in Egringen und Wintersweiler) Kindergärten.
Außerdem besteht in Efringen eine Außenstelle des Freiburger Fraunhofer-Instituts für Kurzzeitdynamik (Ernst-Mach-Institut – EMI) der Fraunhofer-Gesellschaft.

## Persönlichkeiten

### Söhne und Töchter

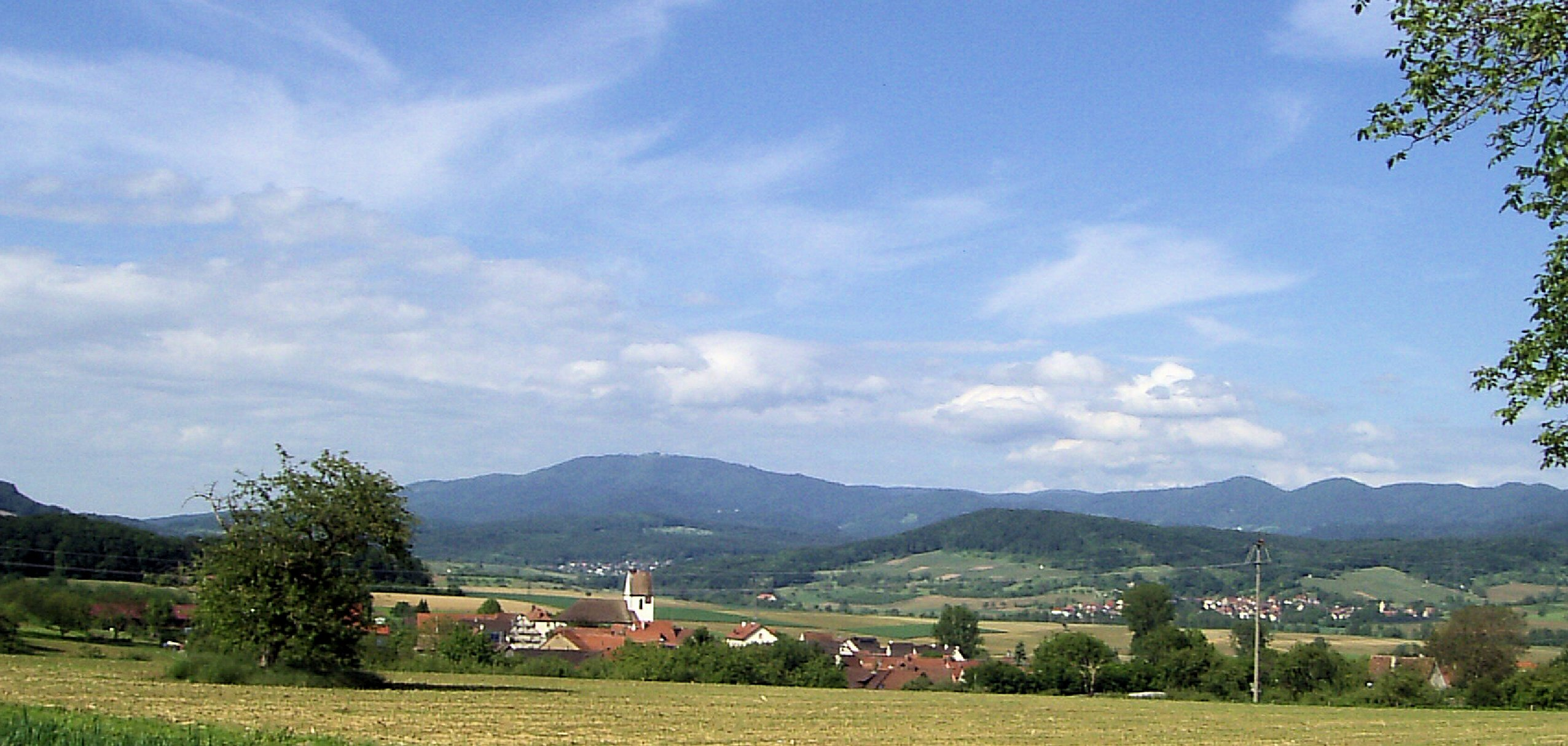
Blick über Mappach und das Feuerbachtal zum Hochblauen, halbrechts der Weiler Maugenhard

- Georg Friedrich Gaupp (1719–1798), geboren in Efringen, Offizier der Britischen Ostindien-Kompanie, Unternehmer und Winzer
- Gustav Wilhelm Friesenegger (1796–1859), geboren in Blansingen, badischer Maler
- Friedrich Rottra (1821–1903), Mitglied der zweiten Kammer der badischen Ständeversammlung und Teilnehmer an der Badischen Revolution von 1848/49
- Karl August Mühlhäußer (1825–1881), geboren in Kleinkems, Theologe und Abgeordneter im Badischen Landtag
- Friedrich Kiefer (1830–1895), Jurist, Abgeordneter des Badischen Landtags und des Reichstags
- Karl Schmidt (1834–1909), geboren in Wintersweiler, Unternehmer und Kraftfahrzeughersteller
- Anton Hermann Albrecht (1835–1906), evangelischer Theologe und Dichter, war Pfarrer in Kleinkems
- Hermann von Rotteck (1845–1919), badischer Oberamtmann und Verwaltungsgerichtsrat PM
- Karl Rösch (1912–2001) geboren und aufgewachsen in Wintersweiler
- Georges Köhler (1946–1995), Nobelpreis für Physiologie oder Medizin 1984, lebte von 1981 bis 1992 in Efringen-Kirchen
- Marcel „Schmier“ Schirmer (* 1966), Sänger und Bassist der Band Destruction

### Ehrenbürger
- 1957: Hermann Burte (1879–1960), deutscher Dichter und Maler, Verfechter völkischer Ideologie und Anhänger nationalsozialistischer Ideen